# Evilive
Evilive ist ein Livealbum der amerikanischen Horrorpunk-Band The Misfits. Es wurde 1982 als EP herausgegeben und 1987 mit fünf neuen Titeln wiederveröffentlicht.

## Entstehung
Alle Titel sind Live-Aufnahmen und wurden teilweise überarbeitet. Auf einigen Bootlegs sind die originalen Versionen zu hören, welche sich vor allem durch den schlechteren Mix der Gitarren-Spuren von den tatsächlichen Veröffentlichungen unterscheiden.
Bei den Titeln 1–5 (aufgenommen im Ritz) sind Beschimpfungen von Danzig zu hören, welche Bobby Steele, dem ehemaligen Gitarristen der Band, galten. Er und seine Band (The Undead) spielten dort am selben Abend. Danzig veränderte den Text von Teenagers From Mars, um Steele zu beleidigen, was er bei mehreren anderen Shows wieder tat. Der Titel ist nicht auf der EP oder dem Album enthalten, allerdings existiert eine Aufnahme des ganzen Konzerts.
Ein Plattenlabel Danzigs trägt denselben Namen. 1998 veröffentlichten die neu gegründeten Misfits ein Livealbum namens Evillive II, das nur durch ihren Fan Club, den Fiend Club, erhältlich war.

## Titelliste

### EP
Seite A:
1. 20 Eyes – 1:55
2. Night of the Living Dead – 1:43
3. Astro Zombies – 2:03
4. Horror Business – 2:05

Seite B:
1. London Dungeon – 2:14
2. All Hell Breaks Loose – 1:33
3. We Are 138 – 1:27

### Album
1. 20 Eyes – 1:55
2. Night of the Living Dead – 1:43
3. Astro Zombies – 2:03
4. Horror Business – 2:05
5. London Dungeon – 2:14
6. Nike a Go Go – 3:22
7. Hate Breeders – 2:39
8. Devils Whorehouse – 1:40
9. All Hell Breaks Loose – 1:33
10. Horror Hotel – 1:12
11. Ghouls Night Out – 1:42
12. We Are 138 – 1:27